# Alianța Electorală România Înainte
Alianța Electorală România Înainte (A.RO) a fost o alianță politică și electorală din România, care a avut ca scop susținerea candidaturii lui Crin Antonescu la alegerile prezidențiale din 2025, și a fost înregistrată la Biroul Electoral Central (BEC) la data de 22 februarie 2025. A început să strângă semnături pentru depunerea candidaturii, iar după această reușită candidatura lui Crin Antonescu a fost depusă la data de 9 martie 2025 la Biroul Electoral Central (BEC). Concomitent cu depunerea candidaturii, acesta și-a anunțat demisia din Partidul Național Liberal (PNL) de asemenea (partid în care era membru din anul 1993).
Alianța a fost fondată la data de 19 februarie 2025 de către PSD, PNL și UDMR/RMDSZ pentru susținerea candidaturii lui Crin Antonescu la alegerile prezidențiale. Aceasta reprezintă indirect succesorul Coaliției Naționale pentru România (CNR), cunoscută și ca Alianța PSD-PNL-UDMR sau, între 2023–2024 Alianța PSD-PNL.
Președinții alianței au fost cei ai partidelor, mai precis: Marcel Ciolacu (PSD), Cătălin Predoiu (PNL) și Kelemen Hunor (UDMR/RMDSZ).

## Obiective
Alianța a avut ca scop participarea comună la alegerile prezidențiale din 4 mai, inclusiv în cazul unui eventual tur II, și coordonarea activității formațiunilor politice membre pentru obținerea unui rezultat favorabil în cadrul acestor alegeri. De asemenea, se va promova respingerea extremismului și a oricărei forme de radicalism violent, susținând principii care reafirmă angajamentul față de valorile fundamentale ale Uniunii Europene (UE) și NATO. În plus, alianța va contribui la menținerea stabilității politice interne, promovând valori pro-europene și euro-atlantice, având în vedere provocările actuale.

## Rezultate electorale

### Alegeri prezidențiale
Cele 3 partide constituente ale coaliției au căzut la un acord prin care să participe cu un candidat comun la alegerile prezidențiale din mai 2025. Acest lucru a venit în lumina anulării alegerilor și rezultatelor foarte slabe înregistrate de PSD și PNL (dar și UDMR) la alegerile prezidențiale din 2024, niciuna dintre formațiuni reușind să-și trimită candidatul în turul 2 de scrutin. Pe 19 febuarie 2025, PSD, PNL și UDMR au semnat un protocol prin care s-a constituit alianța, aceasta sprijinind candidatura lui Crin Antonescu.
| An   | Candidat       | Primul tur | Primul tur   | Al doilea tur    | Al doilea tur    | Rezultat            |
| An   | Candidat       | Voturi     | Procente (%) | Voturi           | Procente (%)     | Rezultat            |
| ---- | -------------- | ---------- | ------------ | ---------------- | ---------------- | ------------------- |
| 2025 | Crin Antonescu | 1.892.930  | 20,07%       | Nu s-a calificat | Nu s-a calificat | A pierdut alegerile |